# Sölvi Ottesen
Sölvi Geir Ottesen Jónsson (Reikiavik, 18 de febrero de 1984) es un exfutbolista y entrenador islandés que jugaba de defensa. Desde enero de 2025 dirige al Víkingur Reykjavík de la Úrvalsdeild Karla.

## Trayectoria
En 2022, tras haberse retirado, fue contratado por el Víkingur Reykjavík como segundo entrenador. En enero de 2025, tras la marcha de Arnar Gunnlaugsson a la selección de Islandia, ascendió al puesto de primer entrenador.

## Selección nacional
Fue internacional con la selección de fútbol de Islandia en 28 partidos internacionales y no anotó goles por dicho seleccionado. También participó con la selección sub-21 de su país, donde jugó 11 partidos.

## Clubes

### Como jugador
| Club               | País      | Año       |
| ------------------ | --------- | --------- |
| Víkingur Reykjavík | Islandia  | 2001-2004 |
| Djurgårdens IF     | Suecia    | 2004-2008 |
| SønderjyskE        | Dinamarca | 2008-2010 |
| F. C. Copenhague   | Dinamarca | 2010-2013 |
| F. C. Ural         | Rusia     | 2013-2015 |
| Jiangsu Sainty     | China     | 2015      |
| Wuhan Zall         | China     | 2016      |
| Buriram United     | Tailandia | 2017      |
| Guangzhou R&F      | China     | 2017      |
| Víkingur Reykjavík | Islandia  | 2018-2021 |

### Como entrenador
| Club               | País     | Año   |
| ------------------ | -------- | ----- |
| Víkingur Reykjavík | Islandia | 2025- |